# Nocino

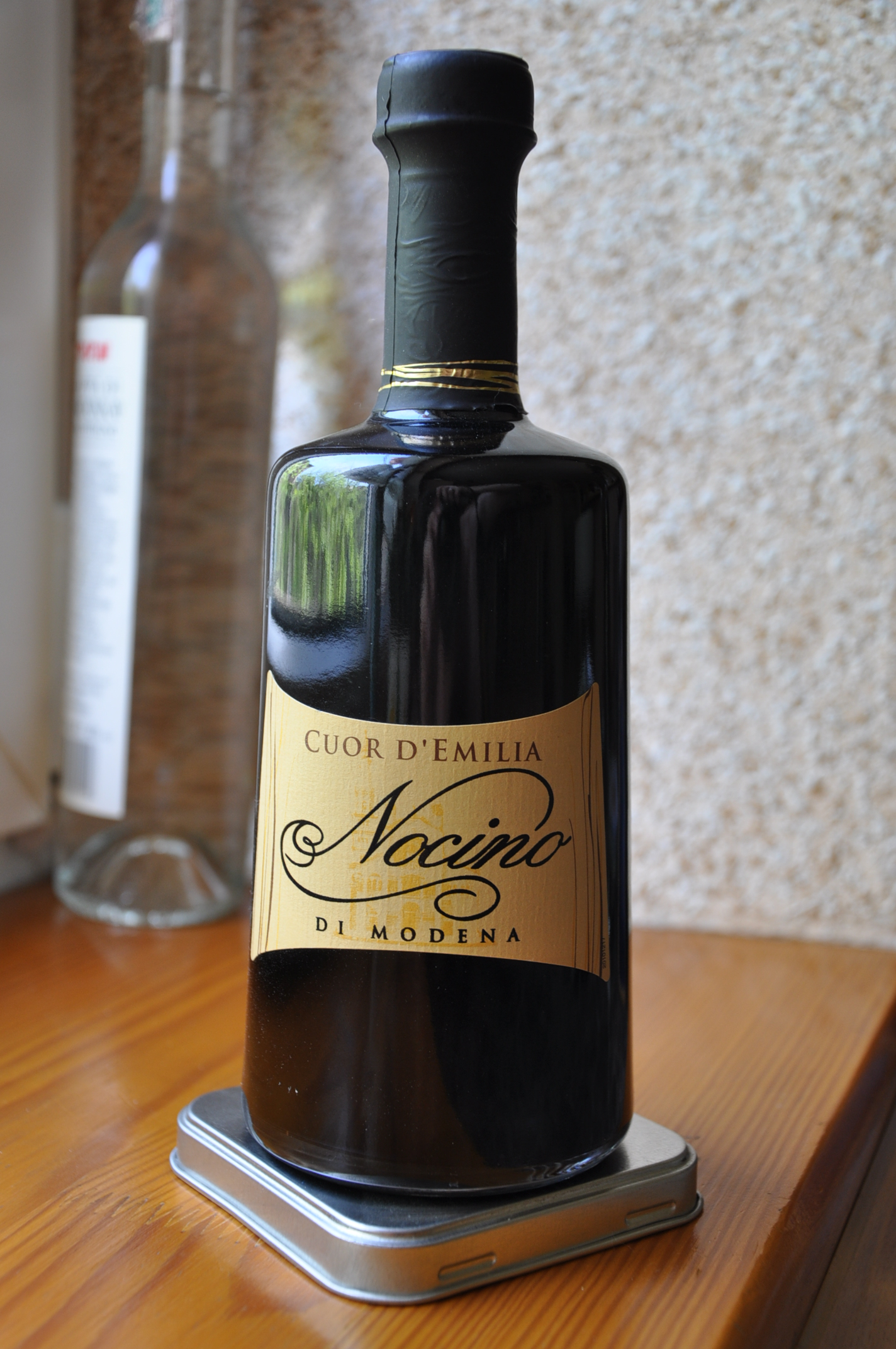
Een fles Nocino

Nocino is een likeur die hoofdzakelijk door maceratie en/of distillatie van hele, onrijpe walnoten (Juglans regia) is gearomatiseerd en die een gehalte aan suiker, uitgedrukt in invertsuiker, van ten minste 100 g per liter heeft. Het alcoholvolumegehalte van nocino is minstens 30 % vol.
De likeur is afkomstig uit de regio van Emilia-Romagna in Italië. Het is een donkerbruine likeur met een aromatische, bitterzoete smaak. Commerciële nocino heeft een alcoholpercentage van rond de 40%.
"Nocino di Modena" (Italië) en "Orehovec" (Slovenië) zijn beschermde geografische aanduidingen van nocino.

## Bereiding
- 20 walnoten in de groene bast, geplukt in juni en direct verwerkt
- 1 fles inmaakbrandewijn, jenever of wodka
- 3 tot 6 kruidnagels
- 1 of 2 stokjes pijpkaneel
- 1 vanillestokje, 1 theelepel geraspte nootmuskaat en/of een biologische citroen in schijfjes
- 300 à 500 gram bruine basterdsuiker
- een grote glazen pot, uitgekookt met soda

Hak de noten in grove stukken. Doe alle ingrediënten in de glazen pot en laat die op een zonnige plek trekken. Schud de pot dagelijks om, zodat de smaken zich vermengen. Zeef de vloeistof na zestig dagen door een schone doek en doe hem in een mooie fles.